# هایمرتینگن
هایمرتینگن (به آلمانی: Heimertingen) یک شهر در آلمان است که در اونترالگوی واقع شده‌است. هایمرتینگن ۱٬۶۹۰ نفر جمعیت دارد.